# Krywołuka
Krywołuka (ukr. Криволука) – wieś na Ukrainie, w obwodzie chmielnickim, w rejonie zasławskim, nad Horyniem. W 2001 roku liczyła 103 mieszkańców.